# 大學多元入學
大學多元入學是中華民國的大學招生與學生入學制度，111學年度起主要可以分為特殊選才、繁星推薦、申請入學與分發入學四項。

## 規劃原則
大學多元入學方案的願景是「在多元價值體系下，落實適性發展理念」，其目標為「大學選才多元、高中教學活化、學生教學完整、促進社會流動」。:ii
大學入學方案的規畫原則為：:ii
- 招生管道多元、參採資料多元。
- 招生管道以個人申請入學為主，每間大學校系可以自訂不同管道的招生條件，而且重視學習歷程檔案。

## 考招架構

### 多元入學管道
為了讓區域平衡、學生社經地位與族群多元，實現社會正義，大學多元入學方案維持多種入學管道。參見下方「入學管道」一節。

### 多資料參採
大學多元入學主要參採三種資料：學科能力測驗、分科測驗成績（參見下方「入學考試」一節）與綜合學習表現。前二者是紙筆測驗，綜合學習表現則包含了學習歷程檔案與校系自行辦理之面試、筆試或實作。

## 入學管道
大學多元入學中，特殊選才少量招生，由各間大學校系自辦；繁星推薦、申請入學與分發入學，則由各大學聯合辦理。

### 繁星推薦
繁星推薦以「高中均質、區域均衡」為理念，由高中向大學校系推薦符合（各校系自訂）資格的應屆畢業學生，提供臺澎金馬各地學生均等升學機會，並期望推動學生「就近入學」社區高中。
參加繁星推薦的考生，一律要參加大學入學考試中心舉辦的大學學科能力測驗，大學校系也可以要求考生參加其他考試（例如大考英聽測驗）。繁星推薦的報名與分發錄取，均由大學甄選入學委員會（簡稱甄選會）辦理。

### 申請入學
申請入學（108課綱實施前稱為個人申請），兼具學生依個人志趣選擇大學校系、大學校系依特色適性選才兩項目的。此制度參採學科能力測驗成績、學習歷程檔案與校系自辦甄試項目。申請入學學校集體報名（集報）與考生個別報名（個報），是由大學甄選入學委員會（簡稱甄選會、甄選委員會）受理，招生措施含一般生、資安組、離島外加名額、原住民外加名額及願景計畫外加名額等。  
補教業者認為，學測成績佳或校系性向明確的學生，適合使用申請入學的管道。

### 分發入學
分發入學採計入學考試中學科能力測驗、分科測驗兩者。

## 入學考試
大學多元入學的不同管道，參採不同入學考試。最常見的是學科能力測驗、分科測驗這兩項紙筆測驗。有些學系也會採計高中英語聽力測驗（TELC）、術科考試（體育、美術、音樂）、大學程式設計先修檢測（APCS）。:21-27

### 學科能力測驗
學科能力測驗評量考生基本核心能力，考試科目包括國文（含寫作）、英文、數學A、數學B、社會、自然，自由選考。測驗範圍皆為教育部部定必修。
學科能力測驗的成績，可以被用在繁星推薦、申請入學，還有分發入學中。

### 分科測驗
分科測驗評量考生進階學科能力，考試科目包括數學甲、數學乙、物理、化學、生物、歷史、地理、公民與社會。國文、英文尚在討論。
分科測驗的成績，只會被用在分發入學中。